# Ebbie Tam
Ebbie Tam (Hongkong, 31 oktober 1997) is een Chinees-Nederlandse actrice die in Nederland woont en de hoofdrol heeft gespeeld in twee Sinterklaas-films als Winky Wong.